# Zakład Automatyzacji Powierzchniowej
Zakład Automatyzacji Powierzchniowej (CPA) został utworzony w końcu lat 60. XX wieku, w ramach Zakładów Konstrukcyjno-Mechanizacyjnych Przemysłu Węglowego. Nazwa zakładu zmieniała się kilkakrotnie. Od października 1974 roku był Zakładem Systemów Automatyzacji (CSA), a od maja 1975 roku Zakładem Kompleksowej Automatyzacji (SK). Po reorganizacji zaplecza badawczego górnictwa i utworzeniu, w styczniu 1976 roku, Centrum Naukowo-Produkcyjnego Elektrotechniki i Automatyki Górniczej EMAG kontynuował działalność w nowych strukturach jako Zakład Systemów Sterowania (BS-3), a od stycznia 1982 jako Zakład Systemów Dyspozytorskich (ZB-7).

## Działalność
Podstawowym zadaniem zakładu było opracowanie zestawu środków technicznych systemu kompleksowej automatyzacji S, który przeznaczony był do monitorowania (kontroli i sterowania) procesu technologicznego kopalni węgla kamiennego z wykorzystaniem maszyny cyfrowej. Zestaw środków technicznych obejmował:
- stacje lokalne dołowe,
- częstotliwościowy system transmisji sygnałów,
- pamięć buforową.

Stacje lokalne dołowe przeznaczone były do akwizycji informacji o stanie poszczególnych ogniw procesu technologicznego i przekazywanie ich do częstotliwościowego systemu transmisji sygnałów oraz odbieranie poleceń (sygnałów sterujących) z tego systemu i
przekazywanie ich do elementów wykonawczych lokalnych układów automatyki i sterowania.
Częstotliwościowy system transmisji sygnałów zapewniał przesyłanie informacji o stanie poszczególnych ogniw procesu technologicznego kopalni do pamięci buforowej oraz przekazywanie poleceń (sygnałów sterujących) z pamięci buforowej do stacji lokalnych dołowych.
Pamięć buforowa przeznaczona była do gromadzenia i przechowywania informacji opisujących stan procesu technologicznego kopalni, przeprowadzania selekcji strukturalnej i czasowej oraz przekazywania do maszyny cyfrowej tylko istotnych informacji niezbędnych do realizacji algorytmu sterowania procesu. Pamięć buforowa współpracowała z pulpitem sterowania inżyniera ruchu, maszyną cyfrową, statyczną tablicą synoptyczną i urządzeniami peryferyjnymi (elektryczna maszyna do pisania, perforator taśmy 8-kanałowej). Urządzenia peryferyjne umożliwiały autonomiczną pracę, bez maszyny cyfrowej, w trybie CRPD (centralnej rejestracji i przetwarzania danych).
Doświadczalną eksploatację systemu S rozpoczęto w zautomatyzowanej kopalni JAN w grudniu 1970 roku. Eksploatacja potwierdziła generalnie słuszność założeń projektowych, ale ujawniła też słabe strony wdrożonego rozwiązania. Najbardziej uciążliwe okazało się dostosowywanie konfiguracji pamięci buforowej do zmieniającej się struktury technologicznej kopalni, realizowane przez zmianę okablowania. Dlatego w latach 1971-1972 opracowano urządzenie sprzężenia maszyny cyfrowej z obiektem, nazwane UZO-4. Zrezygnowano z autonomicznego trybu pracy, wprowadzono:
- 4. poziomowy system przerwań priorytetowych,
- blok komunikacji dostosowujący standard magistrali wewnętrznej UZO-4 do standardu sygnałów wejścia-wyjścia maszyny cyfrowej
- zestaw standardowych kart interfejsu dopasowujących standard wejść-wyjść obiektu do wewnętrznej magistrali UZO-4,

a wybrane funkcje (selekcja strukturalna i czasowa) przeniesiono do oprogramowania maszyny cyfrowej.
Zmodernizowany system S, wyposażony w urządzenie UZO-4 w miejsce pamięci buforowej, oddano do eksploatacji w kopalni SIERSZA w grudniu 1973 roku. 
W Zakładzie powstały także inne urządzenia, z których najważniejsze były:
- MKJ-28 – prototyp minikomputera o liście rozkazów zgodnej z minikomputerami HP2114B, HP2115A i HP2116C firmy Hewlett Packard oraz SMC-3 –seria informacyjna tego minikomputera
- urządzenie pilotujące systemów kompleksowej automatyzacji, dostarczające danych do identyfikacji parametrów modelu matematycznego procesu technologicznego kopalni
- SMC-2 - rejestrator cyfrowy o stałym programie działania, przeznaczony do akwizycji danych o przebiegu procesu produkcyjnego kopalni na potrzeby podsystemu I-EAD, który umożliwiał kontrolę wykorzystania i sprawności ciągów technologicznych; jedna z wersji rejestratora nazwana SMC-2s zastosowana została do klasyfikacji sygnałów sejsmoakustycznych w kopalni SZOMBIERKI; wdrożenie SMC-2s było pierwszym etapem procesu opracowania systemu SAK, przeznaczonego do oceny zagrożeń tąpaniami metodami sejsmoakustyki; rejestrator znalazł także zastosowanie poza górnictwem m.in. w systemie SKD, przeznaczonym do kontroli dyspozytorskiej ruchu kolejowego w Śląskiej DOKP
- EWT - prototyp elektronicznej wagi taśmociągowej do ciągłego ważenia urobku bezpośrednio na przenośniku